# Robert Littell
Robert Littel (8 de enero de 1935 Brooklyn, Nueva York) es un escritor y periodista norteamericano, residente en Francia desde hace mucho tiempo. Sus novelas de espionaje, relacionadas con la CIA o con la Guerra Fría, constituyeron grandes éxitos editoriales.

## Biografía
Littell se graduó en 1956 en la Alfred University de Nueva York. Tras sus estudios, ingresó en la Armada de los Estados Unidos, donde permaneció cuatro años. Posteriormente trabajó como corresponsal para la revista Newsweek durante la guerra fría, este trabajo le inspirarían su obra literaria.
Escribió su primera novela, titulada Israel perdió la guerra, en 1968, en colaboración con Edward Klein. El libro trataba una hipotética derrota israelí en sus enfrentamientos con los árabes de aquellos momentos. 
Su primera novela en solitario y su primer gran éxito fue El rizo, (titulada originalmente The Defection of A. J. Lewinter, traducido literalmente sería La deserción de A. J. Lewinter). En esta novela ya aparecen las constantes de su obra, escrita a modo de partida de ajedrez entre Estados Unidos y la Unión Soviética, después de la deserción de Lewinter. Por esta novela se le otorgó el premio British Crime Writers' Association's Gold Dagger de ficción. Mantuvo el éxito con sus siguientes novelas Dulces razones (1974), El Círculo de Octubre (1975), Madre Rusia (1978), The Debriefing (1979).
Su novela el Amateur de 1981, sería la primera y única hasta la fecha llevada al cine, dirigida por Charles Jarrot con John Savage y Christopher Plummer como protagonistas. Escribió dos novelas más en los años 80: Las hermanas en 1986 y La revolución en 1988. En los noventa duplicaría su producción escribiendo cuatro novelas: La primera vez y El espía futuro (1990), Un agente en el lugar (1991), La visita del profesor (1994), Walking back the Cat. Además de estas novelas vuelve al tema de Israel que ya había tocado en su primer trabajo y escribe la obra de no ficción El Futuro de Israel en colaboración con Shimon Peres.
En el siglo XXI continúa trabajando, su primera novela de esta época, La compañía de 1971, será adaptada en una serie de televisión en 2007, dirigida por Michael Salomon y protagonizada por Chris O'Donnell, Alfred Molina y Michael Keaton entre otros.
Sus últimas novelas son Leyendas publicada en el 2005 y Círculo vicioso publicada en el 2006. La primera de estas novelas fue premiada por Los Angeles Times como mejor libro de misterio.
El hijo de Robert Littel, Jonathan Littell, es también un escritor. 
- Datos: Q718665